# Blink (personaggio)
Blink, il cui vero nome è Clarice Ferguson, è un personaggio dei fumetti creato da Scott Lobdell (testi) e Joe Madureira (disegni), pubblicato dalla Marvel Comics. Apparsa per la prima volta sulle pagine di Uncanny X-Men n. 317 (ottobre 1994), il personaggio visse una doppia storia editoriale prima nella continuity ufficiale di Terra-616 e poi in quella alternativa dell'Era di Apocalisse.

## Biografia del personaggio

### Origini
Assieme ad altri giovani mutanti, Blink fu catturata dalla razza aliena Phalanx durante la loro invasione della Terra al fine di assimilarne i poteri. Incapace di gestire il proprio potere di teletrasporto, oltreché terrorizzata da esso, contribuì a liberare i compagni di prigionia prima di rimanere intrappolata e morire nel campo di forze generato dal suo potere. Grazie al suo sacrificio, i mutanti rimasti vennero raccolti nel team di Generation X sotto la guida di Emma Frost e Banshee ed addestrati come futuri X-Men.
Nella miniserie Apocalypse Vs Dracula scritta da Frank Tieri, è rivelato che Frederick Slade, un discendente di Apocalisse appartenente al Clan Akkaba del 1897 possedeva tratti somatici e poteri simili a quelli di Blink. Slade aveva capelli rosa e occhi verdi, oltre all'abilità di teletrasportare sé stesso, altre persone e oggetti. Successivamente, per assicurare continuità alla sua linea genetica, il clan fece in modo che Frederick concepisse un figlio con una donna conosciuta come Miss Ferguson. Vista la somiglianza fisica e di poteri, e le allusioni fatte nella storia riguardo al nome, si presume che Clarice Ferguson sia una discendente di Frederick Slade e Miss Ferguson e quindi una discendente della progenie di Apocalisse.

## Poteri e abilità
Blink possiede un potere di teletrasporto, di molto maggiore rispetto a quello di Nightcrawler e Pixie, che le consente di spostare sé stessa, oggetti interi o parti di essi di qualsiasi dimensione e persino altre persone a centinaia di chilometri di distanza. Oltre all'utilizzo canonico, può concentrare il proprio potere in giavellotti di cristallo che teleportano via a contatto con l'obiettivo, emettendo un caratteristico "blink!" (da cui ha preso il nome).

## Altre versioni

### Ultimate
Una ragazza dalla pelle magenta e marchi tribali sul volto viene proposta al Governo degli Stati Uniti da Emma Frost nella creazione di un proprio gruppo mutante.
Più tardi, una mutante di nome Blink viene menzionata da Mojo Adams come precedente partecipante al suo show televisivo.

### Era di Apocalisse
La principale versione alternativa di Blink, il cui vero nome è sempre Clarice Ferguson, è quella presente su Terra-295. Apparsa per la prima volta sulle pagine di X-Men: Alpha (febbraio 1995), è nota per il suo carattere intraprendente e coraggioso, di molto differente da quello della sua indifesa, timida e impaurita controparte ufficiale.

#### Origini
Ucciso Xavier prima che potesse fondare gli X-Men, il nord America cadde nelle mani di Apocalisse che diede inizio al genocidio degli esseri umani ritenendoli indegni di ereditare la Terra.
Nata in Cartusia, Bahamas, Clarice fin dalla nascita esibì un'epidermide magenta, venendo catalogata fra i mutanti, tanto che i suoi genitori decisero di spostarsi a Miami per garantirle un'infanzia migliore. Quando Apocalisse invase la città uccidendone gli umani, Clarice, ormai orfana, fu trovata dal Cavaliere Sinistro e da Bestia Nera che ne fece oggetto di studi e torture. Durante un'irruzione di Sabretooth e Arma X nei laboratori di Bestia venne liberata e adottata dal primo che l'addestrò, facendola diventare una X-Men fino al giorno in cui il viaggiatore crono-dimensionale Alfiere non eliminò l'anomalia, che degenerò creando questo universo alternativo.
Cercando una soluzione per sconfiggere Apocalisse, Blink si teletrasporta nella Zona negativa, perdendo la memoria come effetto collaterale. Incontrato Ahmyor, leader della resistenza contro Blastaar, decide di unirsi alla sua causa finendo per innamorarsene prima di scoprire che in realtà è Annihilus, precedente regnante della Zona negativa affetto da amnesia. Recuperata la memoria Blink decide ugualmente di aiutarlo a riappropriarsi del trono, tuttavia dopo aver terminato il compito si teletrasporta nuovamente a casa.

#### Exiles
Riapparsa in un misterioso deserto, assieme ad altri cinque mutanti, viene designata come protettori del Multiverso.
Diventata leader degli Exiles, indossando il bracciale-comunicatore Tallus, dopo parecchie missioni e aver quasi perso la vita per il contagio dal virus Legacy, le viene concesso di tornare alla propria realtà. Ritornata nel gruppo dopo la morte di Sole Ardente, durante gli eventi di House of M, gli Exiles arrivano su Terra-616 dove si scontrano con Proteus. Impossessatosi del corpo del suo amato Mimo, Proteus lo utilizza per viaggiare in numerose realtà abbandonandolo privo di vita una volta trovatone uno migliore. Rintracciatolo finalmente su una Terra parallela dove aveva preso il corpo dell'amico Morph, gli Exiles riescono a sconfiggerlo condizionandone la mente e facendogli credere di essere il vero Morph. Esausta e ancora addolorata per la perdita dell'amato, Blink decide di lasciare il team stabilendosi sulla Terra di Sasquatch assieme a Nocturne e Thunderbird.

## Altri media

### Cinema
Blink compare nel film X-Men - Giorni di un futuro passato (2014), interpretata dall'attrice cinese Fan Bingbing.

### Televisione
- Blink è apparsa nelle serie televisive animate Insuperabili X-Men e Wolverine e gli X-Men.
- Il personaggio appare nella serie televisiva live action The Gifted, interpretato da Jamie Chung.